# Bustantigo
Bustantigo  (asturisch Bustantigu) ist eine Parroquia und ein Ort in der Gemeinde Allande, in der autonomen Gemeinschaft Asturien im Norden Spaniens.
Die 19 Einwohner (2011) leben auf einer Fläche von 15,14 km². Pola de Allande, der Verwaltungssitz der Gemeinde, ist nach 22,8 km zu erreichen.
Am vorletzten Maiwochenende feiert das Parroquia die „Fiestas de San José“ in Bustantigo. Musikgruppen aus ganz Asturien treffen sich hier zu einem riesigen Spektakel rund um die Pfarrkirche.

## Sehenswürdigkeiten
- Pfarrkirche

## Dörfer und Weiler
| Name spanisch | asturisch      | Einwohner 1. Januar 2022 | Lage |
| ------------- | -------------- | ------------------------ | ---- |
| La Folgueriza | La Folgueiriza | 1                        |      |
| El Plantao    | El Plantáu     | 5                        |      |
| Bustantigo    | Bustantigu     | 13                       | ⊙    |
| Summe         |                | 19                       |      |